# آثار هنری گمشده
آثار هنری گمشده (انگلیسی: Lost artworks) آثار هنری اصیلی هستند که منابع معتبر نشان می‌دهند زمانی وجود داشته‌اند، اما نمی‌توان آن‌ها را در موزه‌ها یا مجموعه‌های خصوصی ردیابی یا پیدا کرد، یا مشخص است که عمداً یا سهواً تخریب شده‌اند، یا در اثر ناآگاهی و عدم اشراف و خبره بودن مورد غفلت واقع شده‌اند.
اداره تحقیقات فدرال (اف‌بی‌آی) در ایالات متحده آمریکا فهرستی از «ده جرم هنری برتر» را همواره منتشر می‌کند. همچنین کتابی در سال ۲۰۰۶ نوشته سایمون هوپت و کتاب ۲۰۱۸ نوآ چارنی و چندین رسانه دیگر مهم‌ترین آثار برجسته هنری-فرهنگی گمشده یا تخریب‌شده را گزارش کرده‌اند.